# Presa elettrica industriale

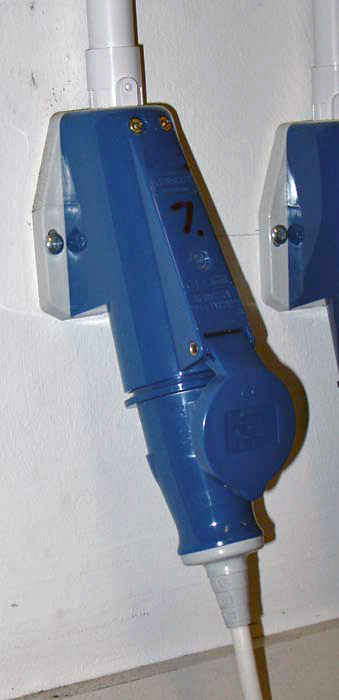
Presa IEC 309 a muro con spina inserita

Una presa elettrica industriale (e la sua corrispondente spina elettrica industriale) è un tipo di presa per corrente elettrica che, a differenza delle normali prese elettriche presenti nelle abitazioni, è in grado di sopportare le maggiori correnti utilizzate in ambito industriale. Le prese industriali, inoltre, sono progettate per funzionare in sicurezza in condizioni ambientali difficili (all'aperto, esposte all'acqua, al ghiaccio, alla sabbia e a vari agenti chimici), per avere maggiori robustezza meccanica e per prevenire le disconnessioni accidentali.
Le prese di tipo trifase possono avere un contatto per il neutro oppure avere solamente le tre fasi, poiché alcuni macchinari non richiedono la connessione al neutro.
Nel mondo sono stati ideati molti modelli di prese industriali. In alcune nazioni si ha una parziale sovrapposizione tra l'ambito domestico e quello industriale, poiché nelle abitazioni possono essere presenti, oltre a quelle normali, anche prese adatte ad alimentare grossi carichi come lavatrici e forni elettrici. In Italia, per esempio, sono utilizzate - sia in ambiente domestico sia in ambito industriale - prese simili a quelle domestiche ma con interasse e diametro dei contatti maggiore, adatte per correnti fino a 16 Ampere.

## Lo standard internazionale IEC 60309

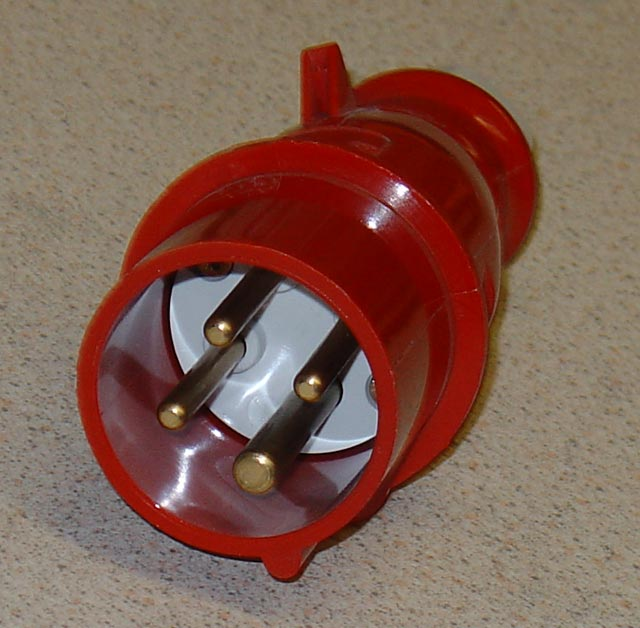
Spina 3P+T 400V 16A

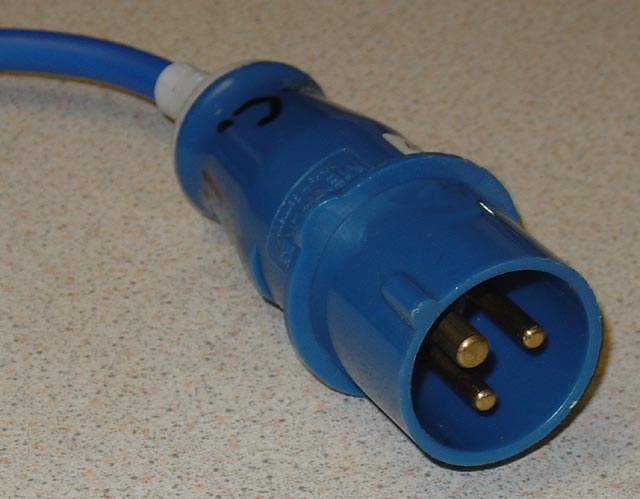
Spina 2P+T 230V 16A

In Europa sono diffuse prese e spine conformi alle norme della serie EN IEC 60309, in Italia le norme sono pubblicate come CEI EN 60309. La serie si sviluppa come segue:
- IEC 60309-1: Parte 1: Prescrizioni generali
- IEC 60309-2: Parte 2: Prescrizioni per intercambiabilità dimensionale per apparecchi con spinotti ad alveoli cilindrici
- IEC 60309-4: Parte 4: Prese fisse e mobili con interruttore, con e senza dispositivo d'interblocco
- IEC 60309-5: Parte 5: Prescrizioni per intercambiabilità dimensionale per spine, prese e connettori navali per sistemi di connessione a terra in bassa tensione (LVSC)
La tensione nominale delle prese è codificata con un colore. Inoltre le prese per le differenti tensioni presentano uno o più tacche di plastica, definite come punti di riferimento principale ed ausiliario, e una diversa posizione dei contatti che impediscono l'inserimento di una spina non corrispondente. Per determinare i punti di riferimento e la posizione dei contatti, si utilizza un diagramma circolare orario, dove la collocazione rispecchia quella delle ore sul quadrante; per convenzione si indica la posizione guardando frontalmente una presa. Per l'identificazione della presa si indica la posizione del contatto di terra o quella del riferimento ausiliario, sapendo che punto di riferimento principale si trova sempre ad ore 6.
Gli altri contatti seguono in senso orario quello di terra con la sequenza: terra, fase (o fasi se più di una) o contatto positivo (per la corrente continua) e neutro. Nelle prese a bassissima tensione (<50 V) non è presente il contatto di terra e si usa il riferimento ausiliario. La dimensione delle prese e delle spine corrispondenti, a parità di numero di contatti, varia a seconda della corrente nominale.
Non è possibile inoltre abbinare prese e spine con differente disposizione dei contatti o differente valore di corrente massima: per esempio, una presa da 16 A 3P+T (3 poli + terra) 400 V non combacia con una 16 A 3P+N+T (3 poli + neutro + terra) 400 V; e una 16 A 2P+T 230 V non combacia con una 32 A 2P+T 230 V.
La codifica dei colori secondo la IEC 60309-1 è:
| Campo di tensione        | Campo di frequenza       | Codice colore |
| ------------------------ | ------------------------ | ------------- |
| 20– 25 V                 | 50/60 Hz                 | Porpora       |
| 40– 50 V                 | 50/60 Hz                 | Bianco        |
| 100–130 V                | 50/60 Hz                 | Giallo        |
| 200–250 V                | 50/60 Hz                 | Blu           |
| 380–480 V                | 50/60 Hz                 | Rosso         |
| 500–1000 V               | 50/60 Hz                 | Nero          |
| -                        | >60–500 Hz               | Verde         |
| Nessuna delle precedenti | Nessuna delle precedenti | Grigio        |

Per le frequenze superiori a 60 Hz è possibile impiegare, se ritenuto necessario, il colore verde in aggiunta a quello corrispondente alla tensione
Per le prese a bassa tensione (maggiore di 50 V e minore di 1000 V) i connettori possono essere 2 poli (monofase + neutro oppure entrambi per DC) + terra, 3 poli + terra (trifase senza neutro) e 3 poli + neutro + terra (trifase con neutro). È sempre presente il contatto di messa a terra. Le correnti nominali per la serie "I" sono: 16, 32, 63, 125, 250, 400, 630 e 800 A, mentre per la serie "II" sono: 20, 30, 60, 100, 200, 300, 350, 500 e 600.
Per le prese a bassissima tensione (minore di 50 V) i connettori possono essere 2 poli (monofase + neutro oppure corrente continua) e 3 poli (trifase). Le correnti nominali sono: 16 e 32 A. Non è presente il contatto di messa a terra.
La costruzione delle prese e delle spine si differenzia anche per il grado di protezione dagli oggetti solidi e dall'acqua, classificato secondo lo standard International protection (IP) che deve essere come minimo IP23.

## Codifica meccanica

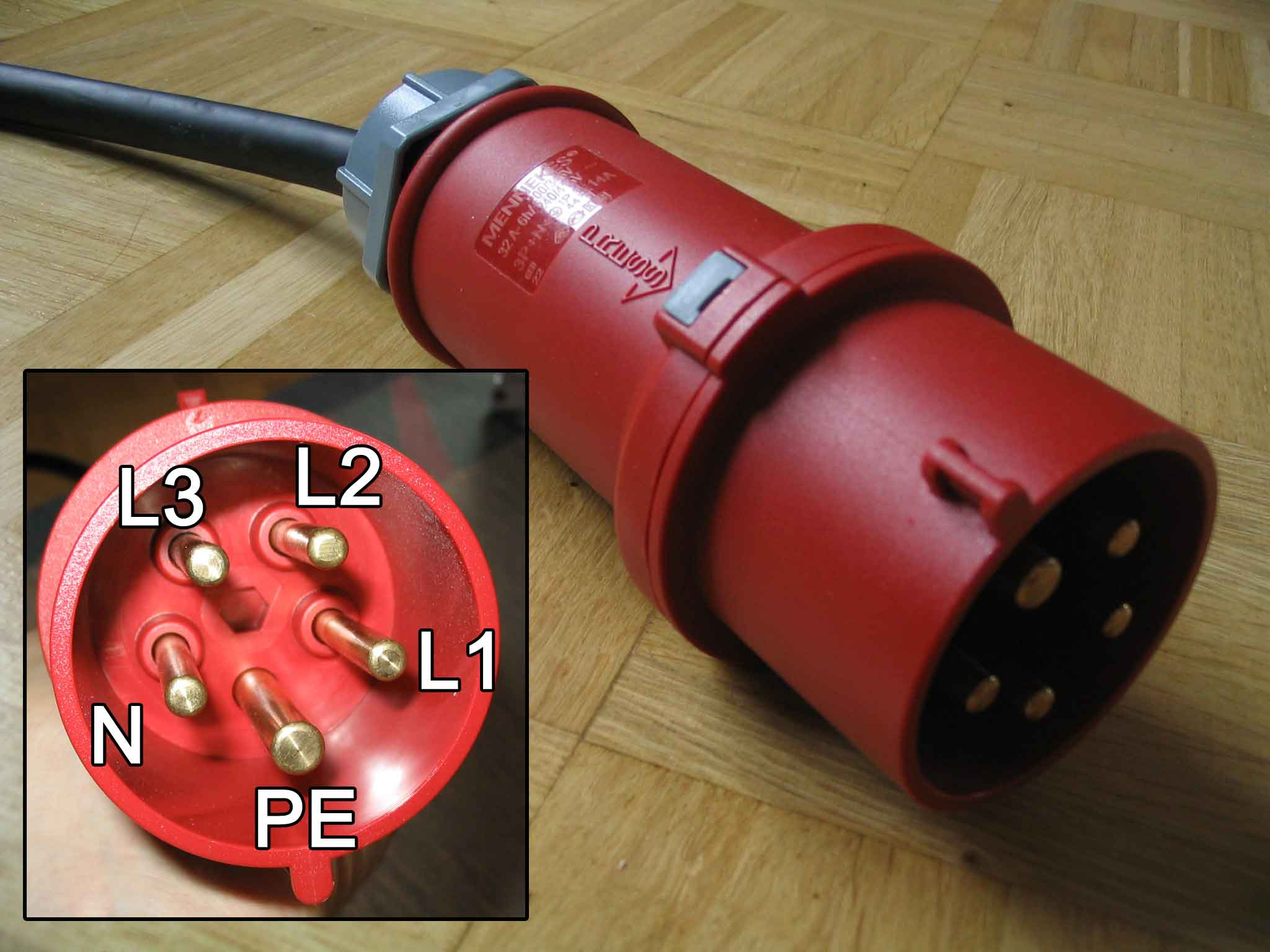
Una spina 32 A 400 V 3P+N+E 6h (180°)

I connettori IEC 60309-2 sono prodotti in molte varianti, progettate affinché una spina di un tipo possa essere inserita solo in una presa dello stesso tipo. Differenti portate di corrente (16, 32, 63 e 125 A per la serie "I" e 20, 30, 60, e 100 A per la serie "II") sono distinte da differenti diametri della custodia cilindrica.
Differenti combinazioni di tensione e corrente sono distinte dalla posizione del contatto di terra, evidenziato da una proiezione di plastica, esistente anche ove manchi il contatto di terra, come mostrato dalla tabella seguente. Il contatto di terra è posizionato in una di dodici diverse posizioni spaziate ad intervalli di 30° intorno al cerchio che racchiude tutti i poli. Le varie posizioni sono riferite guardando la presa dal lato aperto (fronte); la posizione ore 6 (180°) è orientata verso il basso. La proiezione di plastica viene ad allinearsi con un incavo nella presa. Il contatto di terra ha un perno di diametro maggiore degli altri perni, prevenendo l'inserimento scorretto della spina.
| Posizione contatto di terra | Configurazione dei perni (P: fase, N: neutro, T: terra o massa) | Configurazione dei perni (P: fase, N: neutro, T: terra o massa) | Configurazione dei perni (P: fase, N: neutro, T: terra o massa) |
| Posizione contatto di terra | P+N+T, 2P+T                                                     | 3P+T                                                            | 3P+N+T                                                          |
| --------------------------- | --------------------------------------------------------------- | --------------------------------------------------------------- | --------------------------------------------------------------- |
| 60° / 2h                    | >50 V 300–500 Hz custodia verde                                 | >50 V 300–500 Hz custodia verde                                 | >50 V 300–500 Hz custodia verde                                 |
| 90° / 3h                    | 50–250 V CC                                                     | 380 V 50 Hz 440 V 60 Hz                                         | 220/380 V 50 Hz 250/440 V 60 Hz                                 |
| 120° / 4h                   | 100–130 V CA custodia gialla                                    | 100–130 V CA custodia gialla                                    | 57–75/100–130 V CA custodia gialla                              |
| 150° / 5h                   | 277 V 60 Hz                                                     | 600–690 V CA custodia nera                                      | 347–400/600–690 V CA custodia nera                              |
| 180° / 6h                   | 200–250 V CA custodia blu                                       | 380–415 V CA custodia rossa                                     | 200–240/346–415 V CA custodia rossa                             |
| 210° / 7h                   | 480–500 V CA custodia nera                                      | 480–500 V CA custodia nera                                      | 277–288/480–500 V CA custodia nera                              |
| 240° / 8h                   | 250 V CC                                                        |                                                                 |                                                                 |
| 270° / 9h                   | 380–415 V CA custodia rossa                                     | 200–250 V CA custodia blu                                       | 120–144/208–250 V CA custodia blu                               |
| 300° / 10h                  |                                                                 | >50 V, 100–300 Hz custodia verde                                |                                                                 |
| 330° / 11h                  |                                                                 | 440–460 V 60 Hz custodia rossa                                  | 250–265/440—460 V 60 Hz, custodia rossa                         |

Prese e spine costruite secondo la IEC 60309-2 possono essere solo con grado IP44 (protezione contro l'accesso a parti pericolose con corpi estranei di diametro superiore ad 1 mm e agli spruzzi d'acqua da tutte le direzioni), grado IP67 (protezione totale contro la polvere e contro gli effetti dell'immersione temporanea) e grado combinato IP66/IP67 che aggiunge al precedente la protezione contro i getti di acqueforti.

## Nord America

### Pin and Sleeve
Nel nord America sono utilizzati connettori incompatibili con lo standard IEC 309, chiamati pin and sleeve (perno e manicotto). I contatti della spina sono cilindri cavi (manicotti) che si inseriscono in perni presenti nella presa tenuti premuti da una molla, una soluzione invertita rispetto all'IEC 309. Originariamente i gusci di connettori erano metallici, oggi sono perlopiù in plastica.
Le correnti nominali sono 30, 60, 100, 200 e 400 A, con tensione massima di 250Vca o 600Vcc.
Ne esistono versioni a due e a quattro contatti e due tipi in funzione del contatto di terra usato: un tipo ha il contatto di terra sul guscio, l'altro oltre al guscio ha un contatto specifico.
Questi connettori non sono diversificati in classi per diverse applicazioni come avviene per l'IEC 309. Dispongono di una protezione opzionale per evitare l'errato inserimento in connettori a differente tensione.

### NEMA

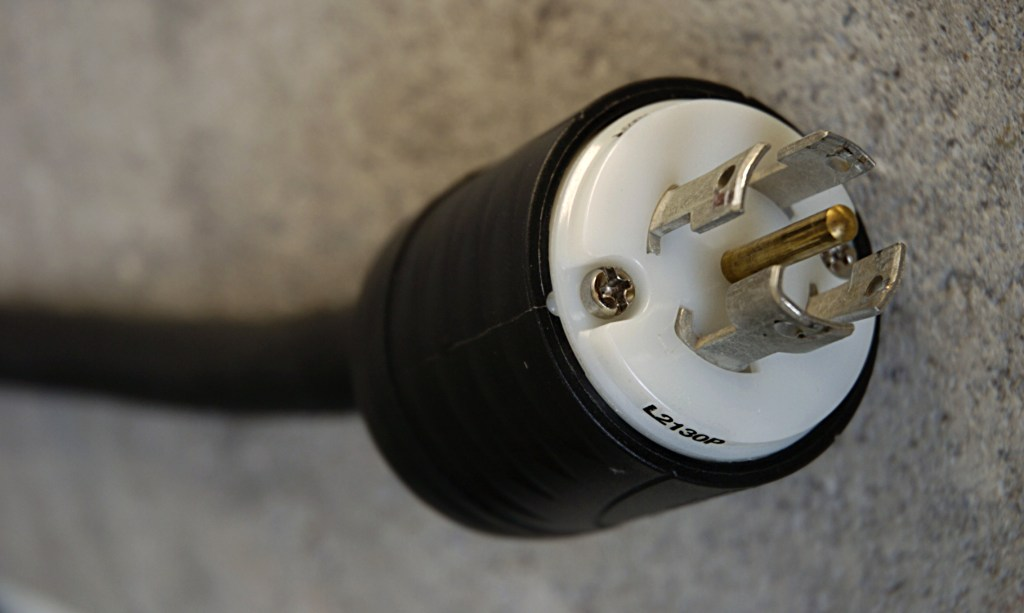
Spina NEMA L21-30

Il sistema NEMA comprende una serie di connettori per correnti fino a 60 A e 600 V. La versione da 15 A è la comune presa domestica usata negli Stati Uniti.
Le versioni L21-30-P e L21-20-P hanno contatti per le tre fasi più neutro e terra e sono usate nei sistemi trifase da 208 V fase-fase, 120 V fase-neutro.